# Velothon Berlin
La Velothon Berlin, precedentemente chiamata ProRace Berlin, è una corsa in linea di ciclismo su strada maschile disputata annualmente nei dintorni di Berlino. Fa parte del circuito UCI Europe Tour come classe 1.1 sin dalla sua prima edizione.

## Albo d'oro
Aggiornato all'edizione 2015
| Anno            | Vincitore       | Secondo         | Terzo            |
| ProRace Berlin  | ProRace Berlin  | ProRace Berlin  | ProRace Berlin   |
| --------------- | --------------- | --------------- | ---------------- |
| 2011            | Marcel Kittel   | Giacomo Nizzolo | Aleksej Markov   |
| 2012            | André Greipel   | Rüdiger Selig   | Raymond Kreder   |
| 2013            | Marcel Kittel   | Matteo Pelucchi | André Greipel    |
| Velothon Berlin |                 |                 |                  |
| 2014            | Raymond Kreder  | Sam Bennett     | Aleksandr Porsev |
| 2015            | Ramon Sinkeldam | Sam Bennett     | Zico Waeytens    |